# Andreas von Karystos
Andreas von Karystos (griechisch: Ἀνδρέας; * ? in Karystos; † 217 v. Chr. in Rafah) war ein griechischer Arzt der Antike.

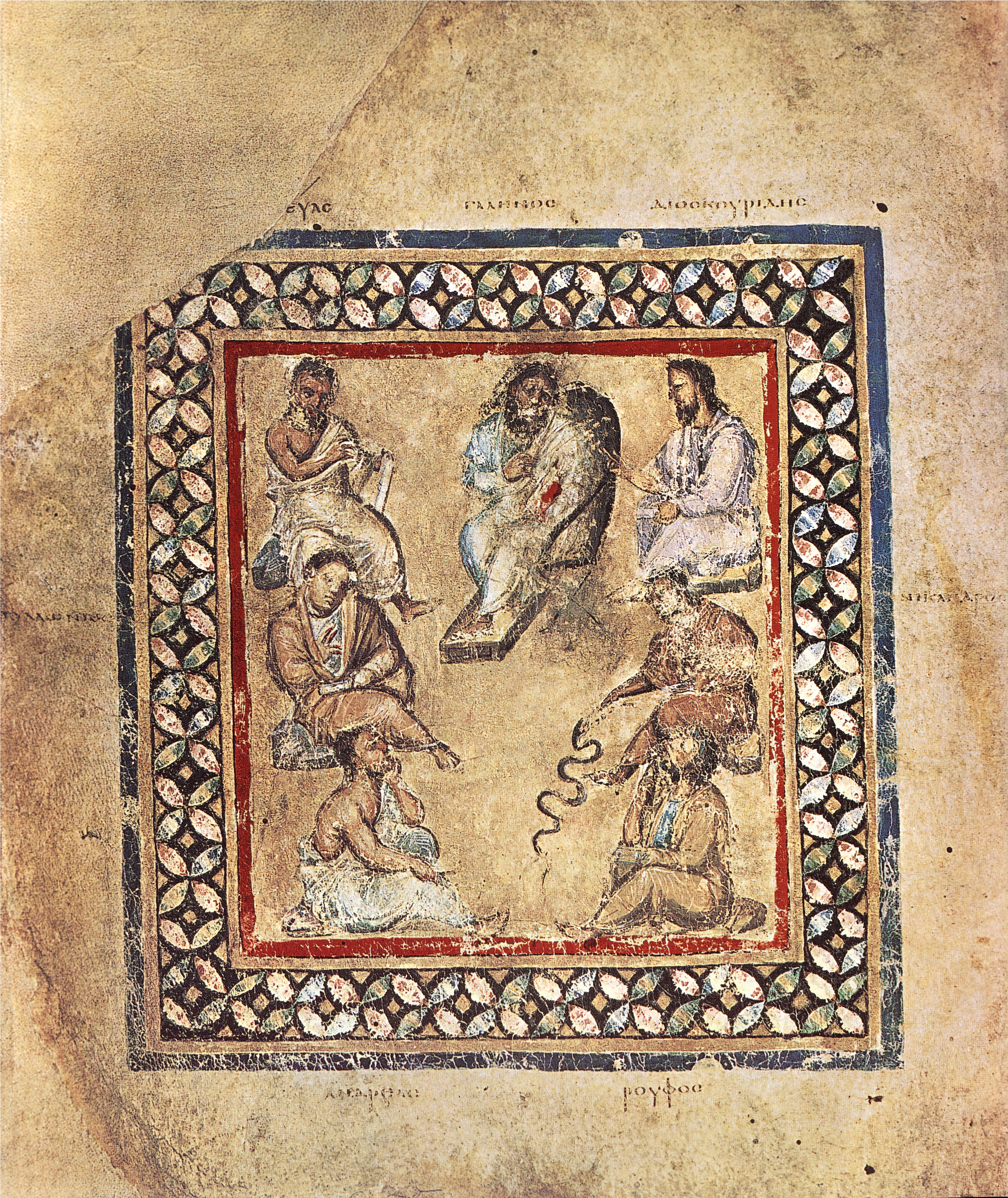
Darstellung im Wiener Dioskurides, um 512 n. Chr. (unten links)

## Biografie
Er war einer der Hauptvertreter der Schule des Herophilos, von dem er einer der ersten direkten Schüler war. Seine Herkunft aus Karystos wird aufgrund der Identifikation des Andreas des Herophilen mit dem Arzt Andreas von Karystos angenommen (nahegelegt durch die Seltenheit des Namens Andreas bei den Ärzten dieser Zeit).
Er war der Leibarzt von Ptolemaios IV. Philopator und wurde während des 4. Syrischen Krieges, am Vorabend der Schlacht von Rafah, im Zelt des Herrschers von einem Attentäter ermordet, der eingebrochen war, um den König zu töten.

## Medizin
Es sind nur etwa fünfzig Zeugnisse über Andreas bekannt, von denen die meisten die Pharmakologie betreffen. Er pflegte auch Physiologie, Pathologie, Chirurgie und vielleicht die Exegese der hippokratischen Texte.
Berühmt wurde eine von ihm konstruierte Maschine zur Reduzierung von Gliederverrenkungen.
Angesichts des Fehlens einschlägiger Belege wird vermutet, dass er sich im Gegensatz zu seinem Lehrer Herophilos nicht in der Sezierung menschlicher Körper übte und sich nicht mit der Theorie der Pulsation beschäftigte.